# Tent Revival

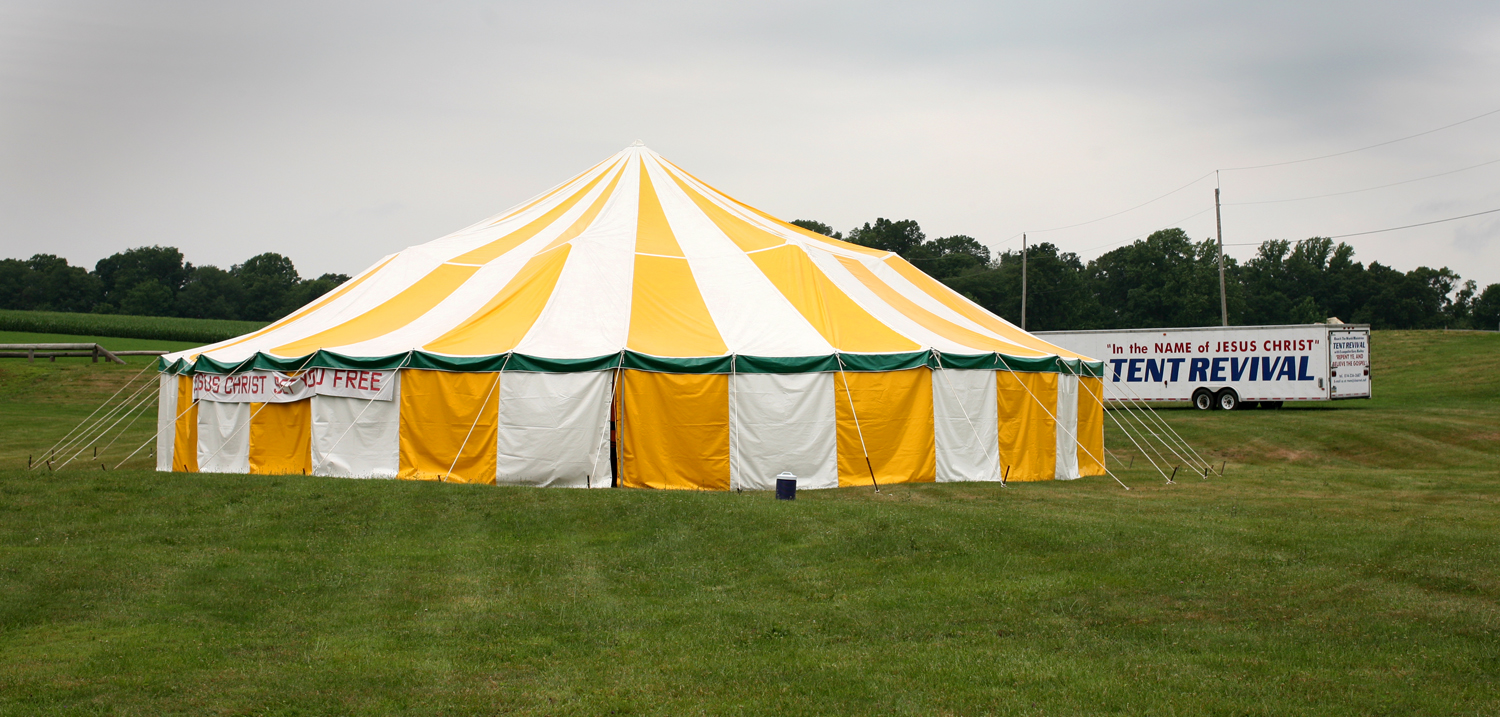
Zelt für ein Tent Revival, Pennsylvania, 2008

Ein Tent-Revival (dt. Zelt-Erweckung) ist ein Gottesdienst, der in einem temporär errichteten Zelt abgehalten wird. In den Vereinigten Staaten gibt es Gottesdienste von einigen hundert bis zu mehreren Tausend Teilnehmern. Dabei werden Evangelisation und Geistheilung praktiziert. Die Veranstaltungen werden meist der Erweckungsbewegung zugerechnet, die meisten Tent Revivals werden von Methodisten und Pfingstlern abgehalten. Berühmte Prediger, die bei Tent Revivals auftraten, waren Oral Roberts, R.W. Schambach und Reinhard Bonnke. Billy Graham predigte 1960 bei einem Tent Revival vor dem Reichstag in West-Berlin, sowie in anderen Deutschen Städten.
Während der Covid-19-Pandemie wurde bei Tent Revivals wiederholt gegen Maskenpflicht und Impfungen gepredigt. Die Washington Post verglich Donald Trumps Wahlkampfveranstaltung mit einem „Tent Revival, bei dem der Prediger und die Gemeinde sich einer Adrenalin-berauschten psychischen Reinigung unterziehen, befeuert vom Skandieren und Jubeln von 15.000 Gleichgesinnten“.

## Rezeption
- Der Roman Elmer Gantry und der darauf basierende Film haben das Tent Revival zum Thema.
- In der Film-Komödie Der Scheinheilige spielt Steve Martin einen Zeltprediger.
- In der Serie True Detective spielt die Institution des Tent Revivals ebenfalls eine zentrale Rolle.
- Der Film Die Nacht des Jägers (1955) porträtiert einen psychopathischen Wanderprediger Harry Powell, gespielt von Robert Mitchum.